# Makalu
De Makalu is met een hoogte van 8463 meter de vijfde hoogste berg ter wereld en behoort tot de veertien bergen met een hoogte van meer dan 8000 meter. De berg ligt ten oosten van de Mount Everest op de grens tussen Nepal en Tibet.
De eerste beklimming vond plaats in mei 1955 door een Frans team onder leiding van Lionel Terray en Jean Couzy, die het voor de eerste keer lukte om alle leden van een expeditieteam de top van een achtduizender te laten beklimmen. Op 15 mei beklommen Lionel Terray en Jean Couzy voor het eerst de top van de Makalu. De volgende dag, 16 mei, wisten Jean Franco, Guido Magnone en de sherpa Gyaldzen Norbu eveneens de top te bereiken. De overige leden van de expeditie, Jean Bouvier, Serge Coupé, Pierre Leroux en André Vialatte stonden 17 mei op de top.